# Lora Ontl
Lora Ontl (* 16. Oktober 1999) ist eine kroatische Leichtathletin, welche sich auf den Langstreckenlauf spezialisiert hat.

## Karriere
2015 sammelte Lora Ontl erste internationale Erfahrungen bei Europäischen Olympischen Jugendfestival in der georgischen Hauptstadt Tiflis, bei denen sie den zwölften Platz im 2000-Meter-Hindernislauf belegte. Ein Jahr darauf gewann sie bei den erstmals ausgetragenen U18-Europameisterschaften ebendort in 6:43,60 min – neuem kroatischen U18-Rekord – die Bronzemedaille. Zudem nahm sie das erste Mal an den kroatischen Meisterschaften teil und startete am 30. Juli 2016 in Zagreb im 3000-Meter-Hindernislauf. In einer Zeit von 10:48,28 sicherte sie sich ihren ersten kroatischen Meistertitel. Am 21. Januar 2017 startete sie bei den kroatischen Hallenmeisterschaft in Wien im 1500-Meter-Lauf und wurde in 4:51,84 Minuten Vizemeisterin hinter Elena Pazman. Bei diesen Wettbewerb stellte sie eine neue persönliche Bestleistung über diese Strecke auf. Im Hindernislauf qualifizierte sie sich für die U20-Europameisterschaften in Rieti, erreichte dort aber nicht das Finale.

## Bestleistung

### Freiluft
- 1500-Meter-Lauf: 04:38,19 Minuten am 21. Mai 2016 in  Zagreb
- 3000-Meter-Lauf: 09:56,43 Minuten am 11. Juni 2016 in  Varaždin
- 5000-Meter-Lauf: 17:28,84 Minuten am 6. Mai 2017 in  Zagreb
- 3000-Meter-Hindernislauf: 10:26,13 Minuten am 20. Mai 2017 in  Zagreb

### Halle
- 1500-Meter-Lauf: 4:51,84 am 21. Januar 2017 in  Wien